# Apiosordaria jamaicensis
Apiosordaria jamaicensis är en svampart som först beskrevs av B.M. Robison, och fick sitt nu gällande namn av J.C. Krug, Udagawa & Jeng 1983. Apiosordaria jamaicensis ingår i släktet Apiosordaria och familjen Lasiosphaeriaceae.   Inga underarter finns listade i Catalogue of Life.